# Petre Constantinescu (general)
Petre Corneliu Constantinescu (n. 1 septembrie 1919, Târgoviște, România – d. 1 iunie 2004) a fost un general locotenent român de artilerie, cunoscut îndeosebi ca cel mai longeviv director general al societății de exploatare a Metroului din București, pe care a condus-o de la înființare (în anul 1975) și până la Revoluția din 1989.

## Distincții
- Ordinul Muncii clasa a II-a (21 august 1979) „pentru contribuția deosebită adusă la înfăptuirea politicii Partidului Comunist Român de făurire a societății socialiste multilateral dezvoltate în patria noastră, cu prilejul celei de-a 35-a aniversări a revoluției de eliberare socială și națională, antifascistă și antiimperialistă”[3]